# Golden Trail World Series 2021
Navigation
2020 2022
La Golden Trail World Series 2021 est la quatrième édition des Golden Trail World Series, compétition internationale de trail et skyrunning organisée par Salomon.

## Règlement
La finale du calendrier offre des points plus élevés pour encourager les athlètes à s'y qualifier. Le calcul est identique dans les catégories féminines et masculines. Le score final cumule les trois meilleures performances des six courses régulières plus les points de la finale. Pour être classé, un athlète doit participer à au moins trois épreuves. Les athlètes terminant dans le top 11 de trois des six courses régulières sont invités à participer à la finale. Les athlètes ayant participé à au moins trois courses mais sans entrer dans le top 11 peuvent participer à la finale par leurs propres moyens.
| Classement                         | 1er | 2e  | 3e  | 4e  | 5e  | 6e  | 7e  | 8e  | 9e  | 10e | 11e | 12e | 13e | 14e | 15e | 16e | 17e | 18e | 19e | 20e | 21e | 22e | 23e | 24e | 25e | 26e | 27e | 28e | 29e | 30e |
| ---------------------------------- | --- | --- | --- | --- | --- | --- | --- | --- | --- | --- | --- | --- | --- | --- | --- | --- | --- | --- | --- | --- | --- | --- | --- | --- | --- | --- | --- | --- | --- | --- |
| Points pour la finale              | 200 | 176 | 156 | 144 | 136 | 130 | 124 | 118 | 112 | 106 | 100 | 94  | 88  | 82  | 76  | 70  | 64  | 58  | 52  | 46  | 40  | 36  | 32  | 28  | 24  | 20  | 16  | 12  | 8   | 4   |
| Points pour les courses régulières | 100 | 88  | 78  | 72  | 68  | 65  | 62  | 59  | 56  | 53  | 50  | 47  | 44  | 41  | 38  | 35  | 32  | 29  | 26  | 23  | 20  | 18  | 16  | 14  | 12  | 10  | 8   | 6   | 4   | 2   |

## Programme
Le calendrier se compose de sept courses et reprend exactement les épreuves prévues pour l'année précédente avec la finale courue en Argentine dans le cadre du K42 Adventure Marathon.
La série est prévue pour se dérouler avec un minimum de quatre épreuves. En cas d'annulation de plus de trois courses, les organisateurs remplaceront la série par un championnat similaire à celui de 2020.
Initialement agendée au 6 juin, la course Zegama-Aizkorri est annulée en raison de la pandémie de Covid-19. Elle est remplacée par la Olla de Núria en Catalogne. En raison des mesures sanitaires liées à la pandémie, le marathon du Mont-Blanc est reporté d'une semaine, au 4 juillet. En raison des restrictions de voyage causées par la pandémie, rendant compliquée l'entrée aux États-Unis pour les coureurs européens, les organisateurs décident de remplacer le marathon de Pikes Peak, bien que ce dernier ne soit pas annulé, par le Chiemgau Trail Run en Allemagne. Les coureurs américains peuvent a contrario se rendre plus facilement en Europe. Pour la même raison, les organisateurs décident de modifier une nouvelle fois le calendrier et remplacent la Ring of Steall SkyRace en Écosse par la Skyrhune en France et la finale, initialement prévue dans le cadre du K42 Adventure Marathon, par une épreuve spécialement créée pour l'occasion sur l'île El Hierro aux Canaries.
| Nom de la course         | Distance | Dénivelé            | Pays        | Date              |
| ------------------------ | -------- | ------------------- | ----------- | ----------------- |
| Zegama-Aizkorri          | 42,2 km  | +/-2 736 m          | Espagne     | Annulé            |
| Olla de Núria            | 21,5 km  | +/-1 940 m          | Espagne     | 13 juin 2021      |
| Marathon du Mont-Blanc   | 42 km    | +2 730 m / -1 700 m | France      | 4 juillet 2021    |
| DoloMyths Run            | 22 km    | +/-1 750 m          | Italie      | 18 juillet 2021   |
| Sierre-Zinal             | 31 km    | +2 200 m / -1 100 m | Suisse      | 7 août 2021       |
| Marathon de Pikes Peak   | 42,2 km  | +/-2 382 m          | États-Unis  | 22 août 2021      |
| Chiemgau Trail Run       | 43 km    | +/-2 757 m          | Allemagne   | 4 septembre 2021  |
| Ring of Steall SkyRace   | 29 km    | +/-2 500 m          | Royaume-Uni | 18 septembre 2021 |
| Skyrhune                 | 21 km    | +/-1 700 m          | France      | 25 septembre 2021 |
| The One Race - El Hierro | 35 km    | +/-2 500 m          | Espagne     | 16 octobre 2021   |
| K42 Adventure Marathon   | 42 km    | +/-2 184 m          | Argentine   | 6 novembre 2021   |

## Résultats

### Hommes
Ajoutée au calendrier en remplacement de Zegama-Aizkorri, la Olla de Núria voit une forte participation internationale. Le Suisse Rémi Bonnet prend le premier les commandes suivi dans ses talons par le Norvégien Stian Angermund. Les deux hommes s'échangent la tête de course à plusieurs reprises. Stian fait ensuite parler ses talents de descendeur pour prendre l'avantage dans la descente finale et s'imposer. Les Italiens Davide Magnini et Nadir Maguet suivent de près le duel en tête. Davide complète le podium.
Le parcours du marathon du Mont-Blanc est raccourci à 38 km en raison des mesures sanitaires liées à la pandémie. Le Polonais Bartłomiej Przedwojewski s'empare des commandes suivi par Stian Angermund et Davide Magnini. À mi-parcours, le Norvégien parvient à prendre la tête et file vers la victoire. Davide Magnini double Bartłomiej dans la dernière montée pour s'offrir la deuxième place.
La DoloMyths Run voit son parcours modifié en raison d'un épais brouillard au sommet du Piz Boè, ce dernier est évité par les coureurs. Le Suisse Rémi Bonnet fait parler son expérience de grimpeur pour prendre la tête dans la montée, suivi par le Marocain Elhousine Elazzaoui. Stian Angermund mène le groupe de poursuivants. Le favori Davide Magnini parvient à doubler ses adversaires pour revenir sur les hommes de tête mais voit alors Stian le doubler pour aller prendre la tête. L'orienteur suisse Joey Hadorn profite de la descente pour se placer en troisième position tandis que Rémi et Davide perdent du terrain. Stian s'affirme comme le dominateur de la série en s'adjugeant sa troisième victoire d'affilée.
En l'absence du meneur de la série Stian Angermund, la course Sierre-Zinal s'annonce très ouverte avec un plateau très relevé, étant également au calendrier de la Coupe du monde de course en montagne et avec le multipe vainqueur de l'épreuve Kílian Jornet au départ. Ce dernier prend rapidement les commandes de la course suivi de près par Rémi Bonnet. L'Érytréen Petro Mamu et le Kényan Lengen Lolkurraru se mettent à la poursuite du duo de tête. À Chandolin, Petro lance son attaque pour rejoindre la tête de course mais finit par craquer et termine à une lointaine 29e place. Kílian accélère à mi-parcours et n'est suivi que par Lengen tandis que Rémi est forcé de lever le pied. Parti prudemment, le Britannique Robbie Simpson effectue une excellente remontée en deuxième partie de course, emmenant dans son sillage, Cesare Maestri et Thibaut Baronian. Robbie et Cesare parviennent à doubler Lengen pour terminer sur le podium derrière Kílian qui remporte sa neuvième victoire.
L'Italien Francesco Puppi et le Français Frédéric Tranchand attaquent très tôt lors du Chiemgau Trail Run pour prendre les devants. Francesco s'embourbe dans une montée et perd une chaussure. Voyant ce dernier s'arrêter pour rechausser, Frédéric prend la tête la course. Le Polonais Bartłomiej Przedwojewski effectue une course tactique et parvient à doubler ses adversaires à mi-parcours pour s'emparer des commandes et s'assurer la victoire. En difficulté en deuxième partie de course, Frédéric Tranchand voit Francesco Puppi effectuer une excellente remontée pour le doubler et s'emparer de la deuxième marche du podium. Frédéric parvient à conserver la troisième place.
Annoncé comme favori sur la Skyrhune, l'Italien Davide Magnini ne prend finalement pas le départ. Après un début de course chaotique, l'Espagnol Jan Margarit parvient à rattraper son retard sur le groupe de tête et s'empare des commandes. Il est suivi de près par le Français Johann Baujard. Les deux hommes se livrent à un duel serré mais Jan fait parler ses talents de descendeur pour s'adjuger la victoire en 1 h 52 min 0 s, signant un nouveau record du parcours. Le Suisse Pascal Egli réalise une solide course pour terminer la troisième marche du podium.
Grand favori de la finale à El Hierro, le Norvégien Stian Angermund prend les commandes de la course aux côtés de Francesco Puppi et Thibaut Baronian. Le Français connaît un coup de mou et lâche ses adversaires. Stian se trompe de chemin à une intersection et saute par-dessus un mur pour revenir sur le tracé. Cependant, il chute lourdement et peine à repartir. Francesco s'envole en tête pour s'offrir la victoire devant Thibaut. Le Norvégien Anders Kjærevik complète le podium. Son compatriote Stian Angermund-Vik parvient à rallier l'arrivée en sixième position et remporte le classement général. Grâce à sa victoire, Francesco Puppi termine à la deuxième place devant le Polonais Bartłomiej Przedwojewski.
- Finale (200 points au vainqueur)

| Course                 | Vainqueur                | Deuxième            | Troisième                |
| ---------------------- | ------------------------ | ------------------- | ------------------------ |
| Olla de Núria          | Stian Angermund          | Rémi Bonnet         | Davide Magnini           |
| Marathon du Mont-Blanc | Stian Angermund          | Davide Magnini      | Bartłomiej Przedwojewski |
| DoloMyths Run          | Stian Angermund          | Elhousine Elazzaoui | Joey Hadorn              |
| Sierre-Zinal           | Kílian Jornet            | Robbie Simpson      | Cesare Maestri           |
| Chiemgau Trail Run     | Bartłomiej Przedwojewski | Francesco Puppi     | Frédéric Tranchand       |
| Skyrhune               | Jan Margarit             | Johann Baujard      | Pascal Egli              |
| The One Race           | Francesco Puppi          | Thibaut Baronian    | Anders Kjærevik          |

### Femmes
Annoncée comme grande favorite, la Suissesse Maude Mathys tient son rôle et domine la course du début à la fin pour s'imposer aisément. La deuxième place voit un duel entre Judith Wyder, de retour à la compétition après sa deuxième pause maternité, et la favorite locale Oihana Kortazar. Cette dernière parvient à conserver la deuxième place en milieur de parcours tandis que Judith se fait doubler par l'Américaine Rachel Drake et la Française Blandine L'Hirondel. Judith sonne la charge dans la descente finale et passe toutes ses adversaires pour s'offrir la deuxième marche du podium devant Oihana.
La Suissesse Maude Mathys prend les commandes du marathon du Mont-Blanc qu'elle mène du début à la fin pour s'imposer aisément. Les Françaises Anaïs Sabrié et Blandine L'Hirondel se livrent à un duel pour la deuxième place jusqu'au quinzième kilomètre lorsque Blandine est victime d'une crampe. Anaïs file vers la deuxième place tandis que Blandine songe à abandonner. Elle poursuit quand même la course et complète le podium.
Annoncée comme grande favorite, la Suissesse Judith Wyder tient son rôle et prend les commandes de la DoloMyths Run, suivie de près par la récente championne du monde de SkyMarathon Marcela Vašínová. En confiance, la Tchèque parvient à doubler Judith et pense foncer vers la victoire mais la Suissesse ne se laisse pas impressionner et fait parler ses talents de descendeuse pour repasser en tête et s'offrir sa deuxième victoire sur la course sud-tyrolienne. La Mexicaine Karina Carsolio crée la surprise pour sa première participation en Golden Trail World Series. Effectuant une solide course, elle parvient à terminer sur la troisième marche du podium, battant l'Autrichienne Stephanie Kröll.
Annoncée comme grande favorite à Sierre-Zinal, la Suissesse Maude Mathys assume son rôle et domine le plateau très relevé avec la présence des athlètes de la Coupe du monde de course en montagne. Elle domine la course de bout en bout pour s'imposer facilement. Derrière elle, la Hollandaise Nienke Brinkman crée la surprise en menant le reste du peloton. Récente gagnante du marathon de Zermatt, elle confirme son talent pour la course en montagne en décrochant la médaille d'argent à trois minutes derrière Maude. Anaïs Sabrié effectue une solide course pour compléter le podium devant sa compatriote Blandine L'Hirondel.

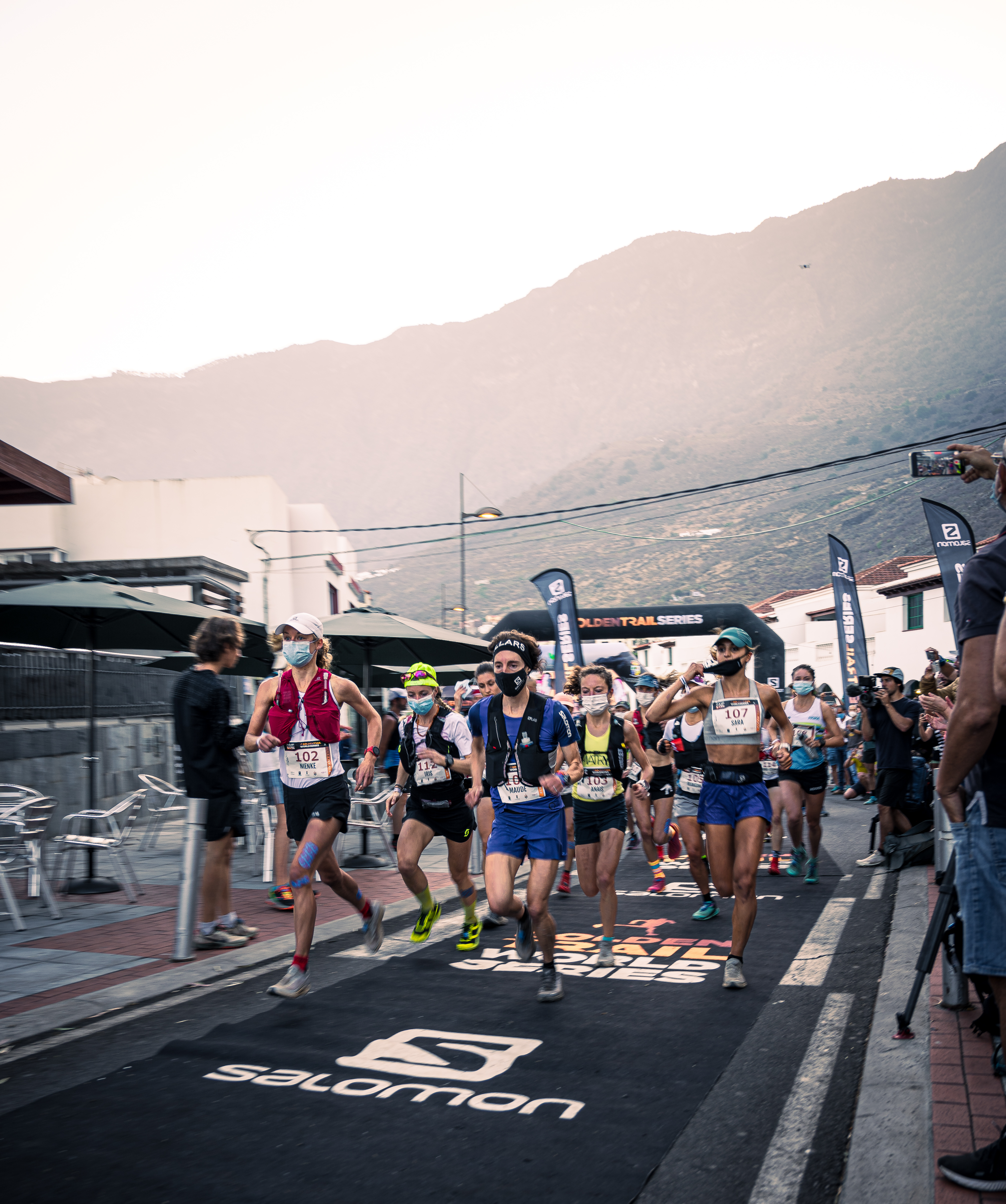
Départ féminin de la finale à El Hierro.

En l'absence de Maude Mathys, la Néerlandaise Nienke Brinkman est annoncée comme favorite sur le Chiemgau Trail Run. La nouvelle révélation assume son rôle et s'empare très tôt des commandes de la course. Croyant ses adversaires proches, elle continue sur un rythme élevé et s'envole en tête vers la victoire. La Française Anaïs Sabrié effectue une solide course pour s'emparer de la deuxième place. L'Espagnole Sara Alonso complète le podium.
Grande favorite après sa victoire au Chiemgau Trail Run, la Néerlandaise Nienke Brinkman domine facilement la Skyrhune. Volant littéralement vers la victoire, elle établit un nouveau record du parcours en 2 h 4 min 39 s, devançant ses concurrentes de plus de huit minutes. La Française Élise Poncet prend un départ prudent et accélère progressivement pour doubler ses adversaires. Elle remonte tout le peloton pour terminer sur la deuxième marche du podium. L'Espagnole presque locale Sara Alonso complète le podium à sept minutes derrière la Française.
Menacée par la Néerlandaise Nienke Brinkman, la Suissesse Maude Mathys prend d'emblée les commandes de la course finale à El Hierro qu'elle mène de bout en bout. Sa rivale au titre parvient à la suivre à distance. Derrière le duo de tête, la Française Anaïs Sabrié effectue une solide course pour conserver la troisième place. Maude s'impose en 4 h 5 min 30 s, signant le troisième temps scratch. Elle remporte ainsi haut la main le classement général, ayant remporté toutes les courses dont elle a pris le départ. Nienke Brinkman termine cinq minutes derrière et se classe également deuxième, tout comme Anaïs Sabrié qui termine troisième de la course et du classement.
- Finale (200 points au vainqueur)

| Course                 | Vainqueur       | Deuxième         | Troisième           |
| ---------------------- | --------------- | ---------------- | ------------------- |
| Olla de Núria          | Maude Mathys    | Judith Wyder     | Oihana Kortazar     |
| Marathon du Mont-Blanc | Maude Mathys    | Anaïs Sabrié     | Blandine L'Hirondel |
| DoloMyths Run          | Judith Wyder    | Marcela Vašínová | Karina Carsolio     |
| Sierre-Zinal           | Maude Mathys    | Nienke Brinkman  | Anaïs Sabrié        |
| Chiemgau Trail Run     | Nienke Brinkman | Anaïs Sabrié     | Sara Alonso         |
| Skyrhune               | Nienke Brinkman | Elise Poncet     | Sara Alonso         |
| The One Race           | Maude Mathys    | Nienke Brinkman  | Anaïs Sabrié        |

## Classements
| Rang          | Nom                      | Course 1 | Course 2 | Course 3 | Course 4 | Course 5 | Course 6 | Course 7 | Points |
| ------------- | ------------------------ | -------- | -------- | -------- | -------- | -------- | -------- | -------- | ------ |
| Médaille d'or | Stian Angermund-Vik      | 100      | 100      | 100      |          |          |          | 130      | 430    |
| 2             | Francesco Puppi          |          | 68       |          | 41       | 88       |          | 200      | 397    |
| 3             | Bartłomiej Przedwojewski | 52       | 78       | 72       |          | 100      | 62       | 124      | 374    |
| 4             | Thibaut Baronian         | 68       | 65       | 65       | 65       |          | 23       | 176      | 374    |
| 5             | Rémi Bonnet              | 88       | 72       | 59       | 56       |          |          | 118      | 337    |
| 6             | Frédéric Tranchand       |          |          | 6        | 26       | 78       | 72       | 144      | 320    |

| Rang          | Nom                 | Course 1 | Course 2 | Course 3 | Course 4 | Course 5 | Course 6 | Course 7 | Points |
| ------------- | ------------------- | -------- | -------- | -------- | -------- | -------- | -------- | -------- | ------ |
| Médaille d'or | Maude Mathys        | 100      | 100      |          | 100      |          |          | 200      | 500    |
| 2             | Nienke Brinkman     |          |          |          | 88       | 100      | 100      | 176      | 464    |
| 3             | Anaïs Sabrié        |          | 88       |          | 78       | 88       |          | 156      | 410    |
| 4             | Blandine L'Hirondel | 72       | 78       |          | 72       |          |          | 130      | 352    |
| 5             | Dani Moreno         | 59       |          |          |          | 68       | 72       | 136      | 335    |
| 6             | Odile Spycher       | 56       | 59       | 68       | 29       |          |          | 144      | 327    |